# Sant'Antonio da Padova alla Circonvallazione Appia
Sant'Antonio di Padova in Circonvallazione Appia är en kyrkobyggnad och diakonia i Rom, helgad åt den helige Antonius av Padua. Kyrkan är belägen vid Circonvallazione Appia i quartiere Appio-Latino och tillhör församlingen Sant'Antonio a Circonvallazione Appia.

## Beskrivning
Kyrkan uppfördes åren 1936–1938 i rationalistisk stil efter ritningar av arkitekten Alessandro Villa. Fasaden har en skulpturgrupp som föreställer Antonius av Padua med Jesusbarnet och föräldralösa barn. Kyrkans kupol har en lanternin med en egen liten kupol.

## Diakonia
Sant'Antonio da Padova alla Circonvallazione Appia stiftades som diakonia av påve Benedikt XVI år 2012.
Kardinaldiakoner
- Julien Ries: 2012–2013
- Karl-Josef Rauber: 2015–2023

## Kommunikationer
- Tunnelbanestation Ponte Lungo – Roms tunnelbana, linje
- Busshållplats Numanzia/Latina – Roms bussnät, linjerna 628 665